# Vânătorești, Satu Mare
Vânătorești este un sat în comuna Odoreu din județul Satu Mare, Transilvania, România.

 Acest articol despre o localitate din județul Satu Mare este deocamdată un ciot. Puteți ajuta Wikipedia prin completarea lui.